# Joseph Alexander Smith Acklen
Joseph Alexander Smith Acklen (Huntsville, 6 de julio de 1816-11 de septiembre de 1863) fue un abogado, hacendado y veterano estadounidense de la Revolución de Texas, conocido por ser el segundo esposo de Adelicia Acklen, y el padre del representante estadounidense Joseph H. Acklen. Se desempeñó como fiscal de los Estados Unidos para el distrito del Norte de Alabama de 1840 a 1850.

## Primeros años de vida
Joseph Alexander Smith Acklen nació en Huntsville (Alabama), el 6 de julio de 1816, hijo de Samuel Black y Elizabeth Hunt Acklen. Su abuelo, John Hunt, fue veterano de la Guerra de la Independencia y uno de los fundadores de Huntsville. Acklen fue uno de los primeros estudiantes de la Universidad de Alabama, aunque no hay constancia de su graduación.

## Carrera
En 1835, Acklen se unió a otros jóvenes de Huntsville para unirse a la Revolución de Texas. En 1840, Acklen fue nombrado Fiscal de los Estados Unidos para el distrito judicial del Norte de Alabama.

## Matrimonio

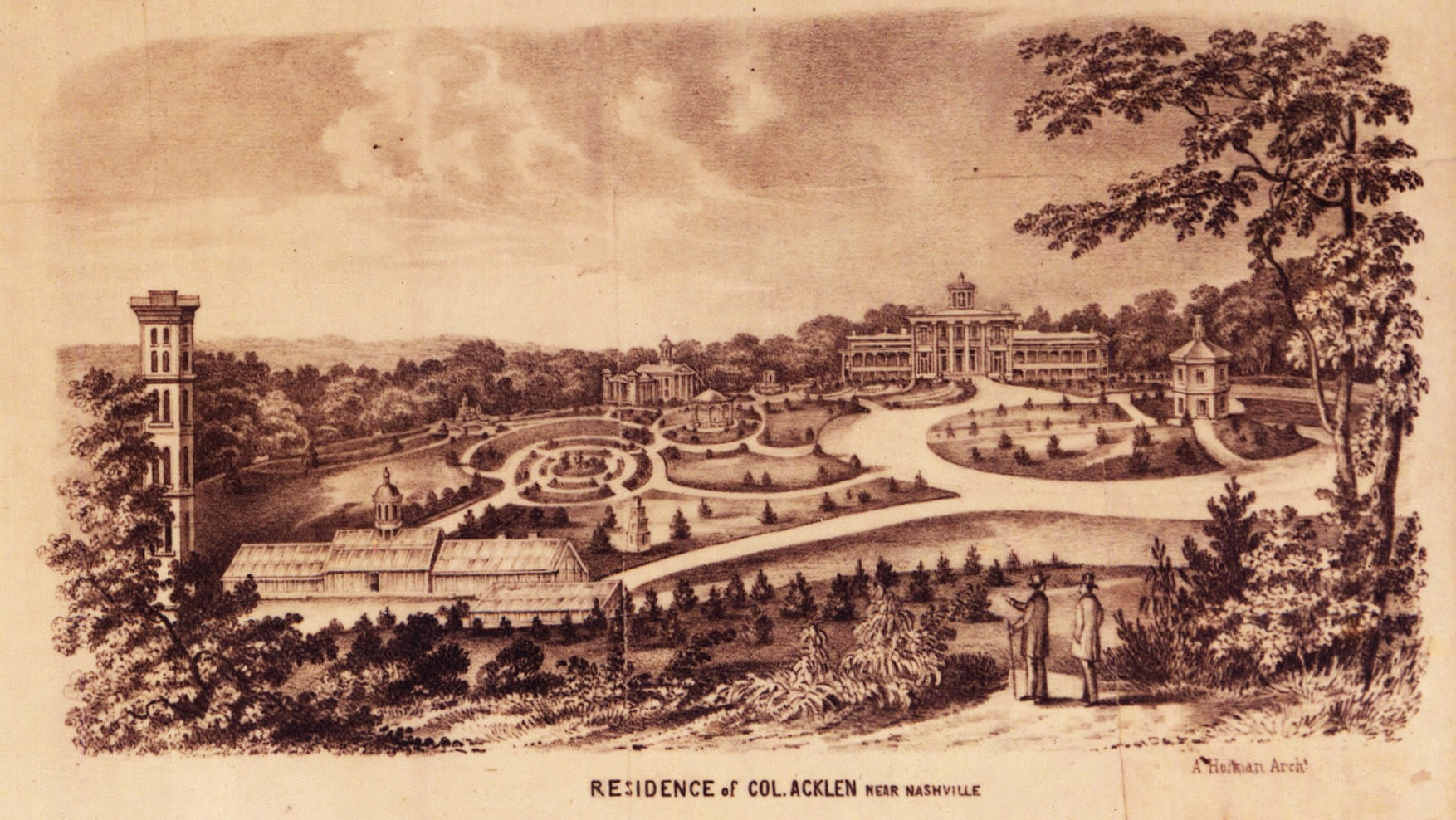
Residencia del coronel Acklen cerca de Nashville (1860).

En 1847, Acklen visitó Nashville para asistir a un baile organizado por John C. Bell, donde conoció a Adelicia Franklin, quien recientemente había enviudado, y pronto se comprometieron. Se casaron el 8 de mayo de 1849. El día anterior a su boda, ella le pidió que firmara un contrato que le permitiera mantener la propiedad exclusiva de las tierras que trajo al matrimonio, a lo cual él accedió. Joseph y Adelicia Acklen residieron principalmente en las fincas de Luisiana que ella heredó de su primer esposo, Isaac Franklin; sin embargo, también construyeron una casa de verano, la Mansión Belmont, terminada en 1853. Acklen y Adelicia tienen seis hijos, incluido el representante estadounidense Joseph H. Acklen.

## Muerte
Tras la toma de Nashville en febrero de 1862, Acklen regresó a Luisiana para ocuparse de las fincas, a petición de Adelicia. Durante su estancia allí, contrajo lo que se denominó una «fiebre biliosa remitente» y falleció el 11 de septiembre de 1863.